# Motor BH Příbram
Motor Březové hory Příbram byl český futsalový klub z Příbrami. V roce 1993 se stal klub zakládajícím členem 1. celostátní ligy. Po ukončení jarní sezóny 1993 klub zanikl.
Největším úspěchem klubu byla jednoroční účast v nejvyšší soutěži (1993).

## Umístění v jednotlivých sezonách
Zdroj: 
Legenda: Z - zápasy, V - výhry, R - remízy, P - porážky, VG - vstřelené góly, OG - obdržené góly, +/- - rozdíl skóre, B - body, červené podbarvení - sestup, zelené podbarvení - postup, fialové podbarvení - reorganizace, změna skupiny či soutěže
| Česko (1993) |                    |        |    |   |   |   |    |    |     |   |       |          |
| Sezóny       | Liga               | Úroveň | Z  | V | R | P | VG | OG | +/- | B | P. ZČ | Play-off |
| 1993         | 1. celostátní liga | 1      | 11 | 4 | 0 | 7 | 41 | 46 | -5  | 8 | 9.    |          |